# Ahmed Ben Cheikh Attoumane
Ahmed Ben Cheikh Attoumane (* 1938) ist ein ehemaliger komorischer Politiker. Nachdem er als Berater des Präsidenten tätig war, war er vom 20. Juni 1993 bis zum  2. Januar 1994 Premierminister, musste sein Amt jedoch aufgrund von Unruhen infolge einer innenpolitischen Krise niederlegen. Sein Vorgänger im Amt des Premierministers war Saïd Ali Mohamed.